# Църква (село)
Вижте пояснителната страница за други значения на Църква.
Църква е село в Североизточна България. Старото име на селото е Али Клисе. То се намира в община Балчик, област Добрич.
Село Църква е разположено в Североизточна България. То е в рамките на община Балчик, област Добрич. На 19 км от селото се намира гр. Балчик, а на малко повече от 31 км – гр. Добрич.

## История
През 1950 г. в селото функционира всестранна взаимоспомагателна кооперация.

## Население
Численост на населението според преброяванията през годините:
| \| Година на преброяване \| Численост \| \| --------------------- \| --------- \| \| 1934 \| 365 \| \| 1946 \| 405 \| \| 1956 \| 456 \| \| 1965 \| 407 \| \| 1975 \| 379 \| \| 1985 \| 348 \| \| 1992 \| 348 \| \| 2001 \| 385 \| \| 2011 \| 362 \| \| 2021 \| 271 \| |           |
| Година на преброяване | Численост |
| 1934 | 365       |
| 1946 | 405       |
| 1956 | 456       |
| 1965 | 407       |
| 1975 | 379       |
| 1985 | 348       |
| 1992 | 348       |
| 2001 | 385       |
| 2011 | 362       |
| 2021 | 271       |

### Етнически състав

#### Преброяване на населението през 2011 г.
Численост и дял на етническите групи според преброяването на населението през 2011 г.:
|                     | Численост | Дял (в %) |
| Общо                | 362       | 100.00    |
| Българи             | 321       | 88.67     |
| Турци               | -         | -         |
| Цигани              | –         | –         |
| Други               | –         | –         |
| Не се самоопределят | -         | -         |
| Неотговорили        | 40        | 11.04     |

## Културни и природни забележителности
Въпреки името на селото, тук православен храм никога не е имало. Съществува малък параклис. През селото минава река.

## Други
Село Църква е разположено върху четвъртото по големина в света находище на манганова руда.
В землището на селото се намира и действаща мина.